# Errhomus brevis
Errhomus brevis är en insektsart som beskrevs av Paul W. Oman 1987. Errhomus brevis ingår i släktet Errhomus och familjen dvärgstritar.

## Underarter
Arten delas in i följande underarter:
- E. b. simcoe
- E. b. brevis